# Nicola Sartori
Nicola Sartori, italijanski veslač, * 17. julij 1976.
Sartori je za Italijo nastopil v dvojnem dvojcu, ki je na Poletnih olimpijksih igrah 2000 v Sydneyju osvojil bronasto medaljo. Njegov soveslač takrat je bil Giovanni Calabrese.